# Halterofília als Jocs Olímpics d'estiu de 1932 - pes pesant
La competició del pes pesant, amb un pes dels aixecadors superior a 82,5 kg, va ser una de les cinc proves d'halterofília que es disputà durant els Jocs Olímpics de Los Angeles de 1932. La prova es disputà el 31 de juliol de 1932 i hi van prendre part 6 aixecadors en representació de 4 nacions.

## Medallistes
| Or                    | Plata                 | Bronze                   |
| Jaroslav Skobla (TCH) | Václav Pšenička (TCH) | Josef Strassberger (GER) |

## Resultats
| Pos. | Aixecador         | Nació          | Total | Impuls | Impuls | Impuls | Arrancada | Arrancada | Arrancada | Dos temps | Dos temps | Dos temps |
| Pos. | Aixecador         | Nació          | Total | 1.     | 2.     | 3.     | 1.        | 2.        | 3.        | 1.        | 2.        | 3.        |
| ---- | ----------------- | -------------- | ----- | ------ | ------ | ------ | --------- | --------- | --------- | --------- | --------- | --------- |
| 1    | Jaroslav Skobla   | Txecoslovàquia | 380,0 | 107,5  | 112,5  | 115    | 107,5     | 112,5     | 115       | 150       | 152,5     | -         |
| 2    | Václav Pšenička   | Txecoslovàquia | 377,5 | 110    | 112,5  | -      | 110       | 115       | 117,5     | 147,5     | 147,5     | 152,5     |
| 3    | Josef Straßberger | Alemanya       | 377,5 | 115    | 120    | 125    | 102,5     | 107,5     | 110       | 137,5     | 142,5     | 142,5     |
| 4    | Marcel Dumoulin   | França         | 342,5 | 90     | 95     | 97,5   | 102,5     | 107,5     | 110       | 135       | 140       | 145       |
| 5    | Albert Manger     | Estats Units   | 315,0 | 90     | 95     | 100    | 87,5      | 92,5      | 97,5      | 117,5     | 122,5     | 127,5     |
| 6    | Howard Turbyfill  | Estats Units   | 305,0 | 77,5   | 82,5   | 82,5   | 95        | 100       | 100       | 127,5     | 132,5     | 137,5     |